# Mr. Jones' Burglar
Mr. Jones' Burglar è un cortometraggio muto del 1909 diretto da David W. Griffith. Prodotto e distribuito dalla Biograph Company, il film - girato a Coytesville nel New Jersey - uscì nelle sale il 9 agosto 1909.

## Trama
La sera, per poter andare al club, il signor Jones racconta alla moglie che deve assentarsi per lavoro. Lei non gli crede e promette che lo aspetterà al suo ritorno. Quando Jones lascia il club, si accorge che un ladro sta per penetrare nel suo appartamento. Per fortuna il ladro è un codardo e Jones fa un figurone mettendolo fuori gioco e ammorbidendo, in questo modo, l'arrabbiatura della moglie.

## Produzione
Il film fu prodotto dalla Biograph Company. Venne girato a Coytesville, New Jersey dal 26 giugno 1909 al luglio 1909.

## Distribuzione
Distribuito dalla General Film Company, il film - conosciuto anche con il titolo alternativo Jones' Burglar - uscì nelle sale cinematografiche statunitensi il 9 agosto 1909, proiettato nella stessa bobina con un altro corto di Griffith, They Would Elope. Copie del film sono conservate negli archivi del Museum of Modern Art e in quelli della Library of Congress.